# Gladstone, Queensland
Gladstone, Queensland là một thành phố duyên hải trong bang Queensland, Úc. Trong năm 2021, tổng dân số ước tính của Gladstone, Boyne Island và Tannum Sands gộp chung là 50.317 người. Khu đô thị này bao phủ 246,1 km vuông. 
Gladstone nằm ở hướng Tây Bắc và cách Brisbane 517 km và 108 km ở hướng Đông Nam của Rockhampton. Tọa lạc giữa Calliope và Boyne Rivers, Gladstone sở hữu cảng vận chuyển hàng hóa lớn nhất bang Queensland.